# Kvido
Kvido nebo Quido je mužské jméno, které je podle některých zdrojů[kterých?] germánského původu a pochází ze slova staré horní němčiny Wido, jehož význam je „muž z lesa“. Podle jiných[koho?] má jít o zkomoleninu která má původ ve výrazu „guide“ (v západní Evropě se toto jméno užívá také ve tvaru Guido).
Podle českého občanského kalendáře má Kvido svátek 31. března (v polovině 90. let 20. stol. byl v českém občanském kalendáři původní tvar jména změněn na jeho fonetický přepis, přestože se původní tvar s Q tehdy vyskytoval výrazně častěji).
V Česku se vyskytují dvě ženské podoby tohoto jména, obě pouze s jednou nositelkou – Kvida a Quiduše.

## Domácké podoby
Kvídek, Kvídeček, Kvidonek, Kvído, Kvidoš, Kviďas

## Statistické údaje

### Pro jméno Kvido
Následující tabulka uvádí četnost jména v ČR a pořadí mezi mužskými jmény ve srovnání dvou roků, pro které jsou dostupné údaje MV ČR – lze z ní tedy vysledovat trend v užívání tohoto jména:
| Rok       | Četnost  | Pořadí    |
| 1999      | 32       | 582.      |
| 2002      | 36       | 557.      |
| Porovnání | o 4 více | o 25 lépe |
| 2006      | 63       | 659.      |

Změna procentního zastoupení tohoto jména mezi žijícími muži v ČR (tj. procentní změna se započítáním celkového úbytku mužů v ČR za sledované tři roky 1999–2002) je +13,3%.

### Pro jméno Quido
| Rok       | Četnost  | Pořadí      |
| 1999      | 95       | 357.        |
| 2002      | 98       | 357.        |
| Porovnání | o 3 více | žádná změna |
| 2006      | 94       | 530.        |

Změna procentního zastoupení tohoto jména mezi žijícími muži v ČR (tj. procentní změna se započítáním celkového úbytku mužů v ČR za sledované tři roky 1999–2002) je +3,9%.

## Známí nositelé jména
- sv. Kvido z Acqui, biskup
- sv. Kvido z Anderlechtu
- Wido ze Spoleta

- Quido Adamec – český hokejový rozhodčí, 2005 uveden do hokejové síně slávy
- Quido Bělský – architekt a stavitel
- Quido Dubský z Třebomyslic – rakouský a moravský šlechtic z rodu Dubských z Třebomyslic a politik
- Quido Havlasa – český hudební skladatel, pedagog, sbormistr a varhaník
- Quido Hodura – český jazykovědec
- Quido Kocian – český sochař
- Quido Emil Kujal – prvorepublikový scenárista
- Quido Mánes – český malíř
- Kvido Štěpánek – český podnikatel a filantrop
- Quido Thun-Hohenstein – rakouský šlechtic z rodu Thun-Hohensteinů
- Quido Trapp – fotograf
- Quido Vetter – český historik matematiky
- Quido Maria Vyskočil – český spisovatel, básník a knihovník
- Quido Záruba – český geolog